# Bettina Hauert
Bettina Hauert (* 18. Juni 1982 in Hagen) ist eine deutsche Profigolferin.

## Karriere
Als Jugendliche war Hauert seit 1999 erfolgreich. Sie war 1999 Deutsche Vizemeisterin bei den Juniorinnen und errang mit dem Mädchen-Team den Europameister-Titel. 2002 wurde sie Deutsche Meisterin bei den Amateuren. 2003 belegte sie den 1. Platz der Qualifying School der European Tour. Wie Martin Kaymer spielte sie während ihrer Amateurzeit für den GC Bergisch Land. Ebenso wie Kaymer wurde sie auch von Günther Kessler trainiert.
Seit dem Jahr 2004 spielte Hauert auf der europäischen Damentour LET, der Ladies European Tour. Am 20. Mai 2007 gewann sie in der Schweiz ihr erstes Profiturnier. Im September 2007 siegte sie erneut auf der Ladies Europeantour. Mit drei Schlägen Vorsprung gewann sie das Finnair Masters im Helsinki Golfclub. Durch ihren zweiten Platz beim Masters in Wales hatte sich Hauert für den im September 2007 ausgetragenen Solheim Cup qualifiziert. Sie war nach Elisabeth Esterl (2003) erst die zweite Deutsche, die sich fürs europäische Team qualifizieren konnte.
Ende Juni 2010 legte sie eine Golf-Pause ein und absolvierte eine Ausbildung zur Fully Qualified PGA Golfprofessional im Kölner Golfclub. Inzwischen arbeitet sie als Trainerin in der Kölner Golfschule.

### Größte Erfolge
| Jahr | Turnier                 | Platzierung | Ergebnis | Zu Par | Preisgeld |
| ---- | ----------------------- | ----------- | -------- | ------ | --------- |
| 2004 | Tenerife Ladies Open    | 11          | 291      | +3     | 3.690 €   |
| 2006 | BMW Ladies Italian Open | 21          | 284      | −4     | 4.920 €   |
| 2006 | Scandinavian TPC        | 7           | 283      | −9     | 13.750 €  |
| 2007 | Ladies Swiss Open       | 1           | 285      | −3     | 78.750 €  |
| 2007 | BMW Ladies Italian Open | 2           | 274      | −14    | 40.600 €  |
| 2007 | Wales Masters           | 2           | 283      | −5     | 44.433 €  |
| 2007 | Finnair Masters         | 1           | 207      | −6     | 30.000 €  |